# Agaue chevreuxi
Agaue chevreuxi är en kvalsterart som först beskrevs av Édouard Louis Trouessart 1889.  Agaue chevreuxi ingår i släktet Agaue och familjen Halacaridae. Inga underarter finns listade i Catalogue of Life.

## Bildgalleri

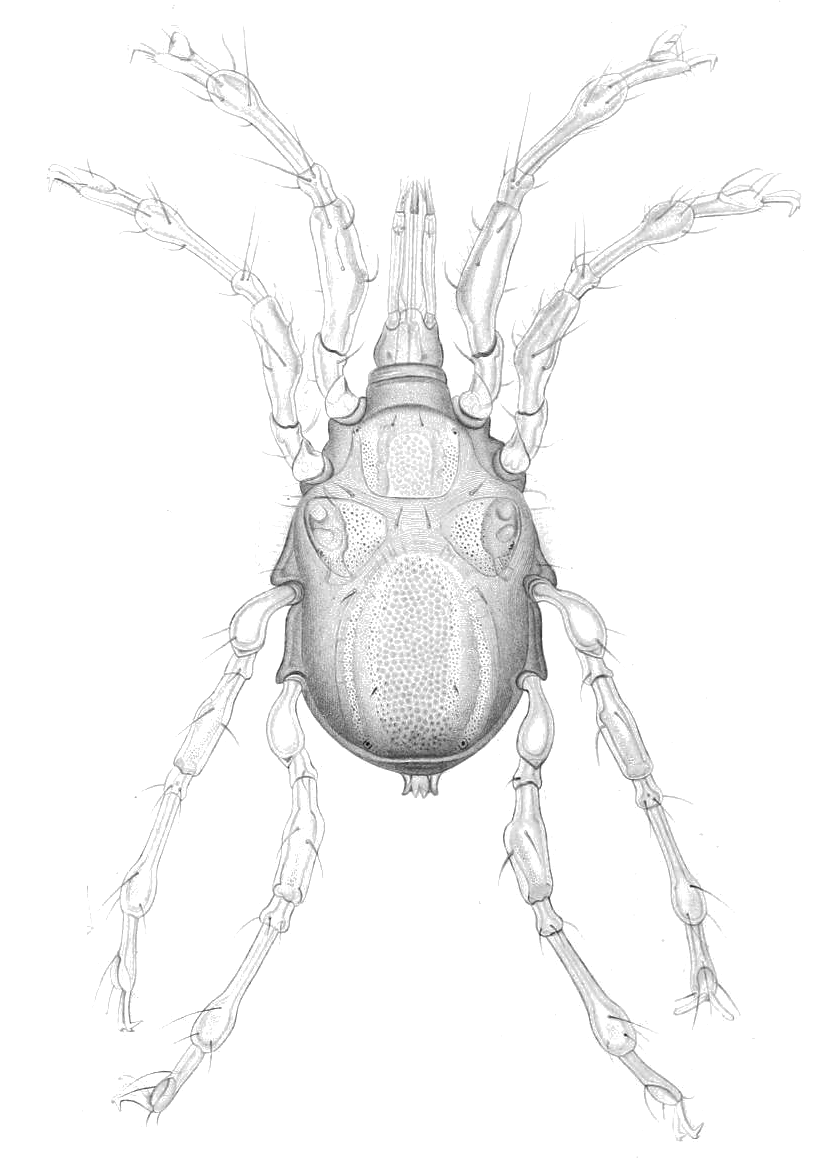
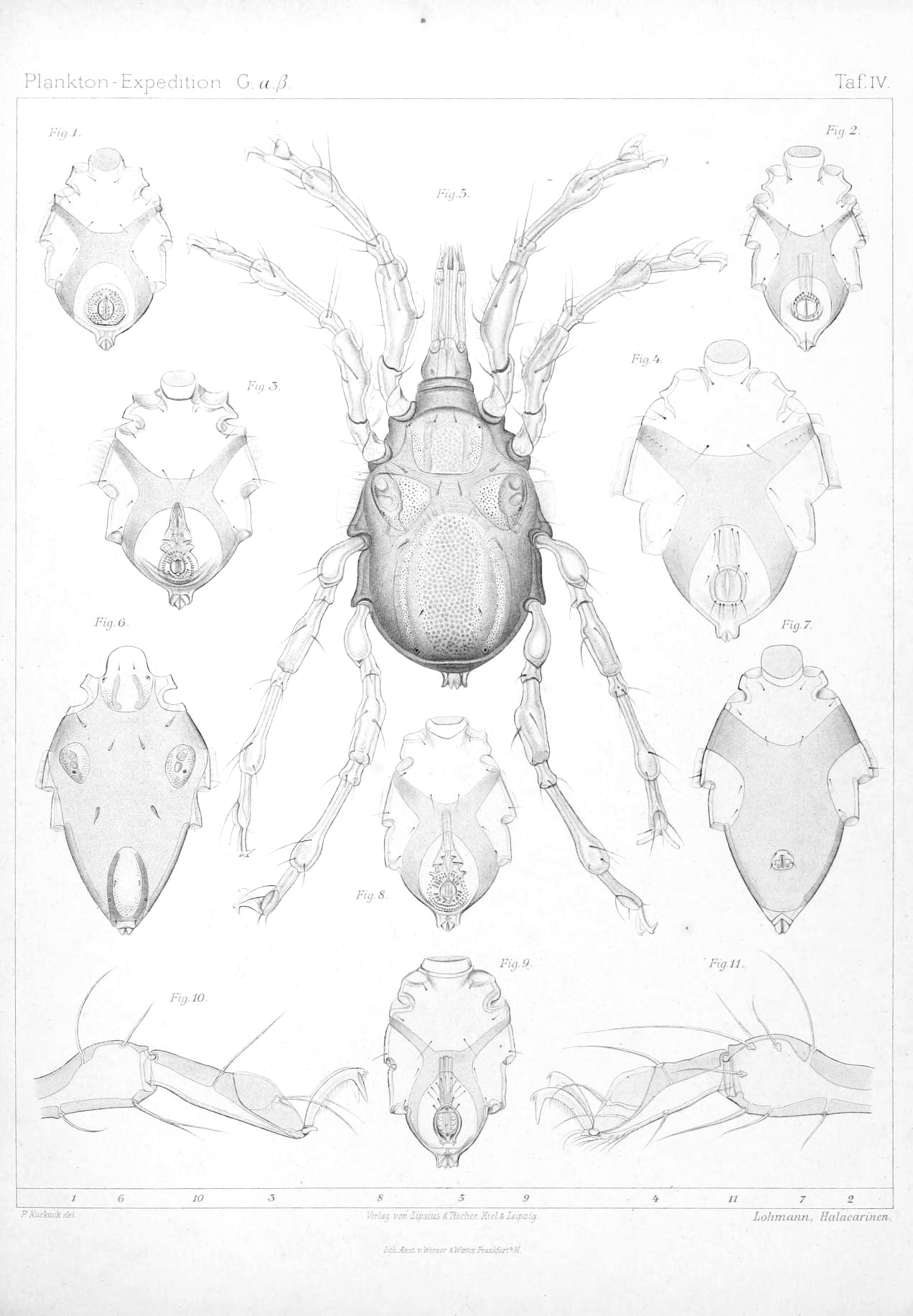